# Чемпионат России по боксу среди женщин 2023
Чемпионат России по боксу среди женщин 2023 года прошёл в Уфе с 3 по 11 ноября 2023 года на спортивной арене имени Римы Баталовой. В общей сложности в турнире приняли участие 174 девушки из 49 регионов страны, которые выступали в 12 весовых категориях.
Призовой фонд турнира составил 24 миллиона рублей. Победительница получила 1,5 млн рублей, серебряный призер — 250 тыс. рублей, бронзовый — 125 тыс. рублей.

## Расписание[2]
| Дата                             | События. Раунды соревнования                                         |
| -------------------------------- | -------------------------------------------------------------------- |
| Пятница, 3 ноября 2023           | Комиссия по допуску, жеребьёвка, взвешивание, официальная тренировка |
| Суббота—Четверг, 4—9 ноября 2023 | Предварительные бои                                                  |
| Пятница, 10 ноября 2023          | Полуфиналы                                                           |
| Суббота, 11 ноября 2023          | Финалы                                                               |
| Воскресенье, 12 ноября 2023      | День отъезда                                                         |

## Медалисты
| Весовая категория | Золото                                | Серебро                                 | Бронза                                                                        |
| ----------------- | ------------------------------------- | --------------------------------------- | ----------------------------------------------------------------------------- |
| до 48 кг          | Юлия Чумгалакова Московская область   | Александра Кулешова Челябинская область | Дарья Салиндер Ямало-Ненецкий автономный округ Лия Патлай Ивановская область  |
| до 50 кг          | Екатерина Куц Мордовия                | Гелюса Галиева Татарстан                | Любовь Шарапова Рязанская область Карина Коробова Краснодарский край          |
| до 52 кг          | Анастасия Кооль Краснодарский край    | Анна Аэдма Алтайский край               | Анастасия Маркова Москва Азиза Оторова Калининградская область                |
| до 54 кг          | Карина Тазабекова Санкт-Петербург     | Саяна Казыгашева Хакасия                | Нина Брожина Краснодарский край Наталья Самохина Новосибирская область        |
| до 57 кг          | Дарья Абрамова Тульская область       | Людмила Воронцова Бурятия               | Евгения Лочканова Челябинская область Евгения Саввина Санкт-Петербург         |
| до 60 кг          | Нуне Асатрян Краснодарский край       | Надежда Голубева Краснодарский край     | Ирина Автина Челябинская область Анастасия Кононова Челябинская область       |
| до 63 кг          | Алина Пушкарь Краснодарский край      | Александра Ордина Санкт-Петербург       | Кристина Кулухова Ростовская область Галина Пятница Москва                    |
| до 66 кг          | Азалия Аминева Башкортостан           | Ангелина Ганюкова Санкт-Петербург       | Ангелина Шевякова Москва Наталья Соколова Москва                              |
| до 70 кг          | Дарима Сандакова Бурятия              | Анастасия Демурчян Краснодарский край   | Анастасия Холуева Москва Людмила Котлярова Санкт-Петербург                    |
| до 75 кг          | Анастасия Шамонова Краснодарский край | Елена Гапешина Бурятия                  | Анна Галимова Татарстан Елизавета Абрамова Самарская область                  |
| до 81 кг          | Салтанат Меденова Омская область      | Евгения Молочкова Нижегородская область | Зенфира Магомедалиева Республика Дагестан Иванна Кочнова Свердловская область |
| свыше 81 кг       | Кристина Ткачёва Московская область   | Ксения Олифиренко Краснодарский край    | Диана Пятак Ставропольский край Татьяна Богданова Иркутская область           |